# Katwijk
Katwijk ( nizozemska izgovorjava: [ˈkɑtʋɛik] ()), piše se tudi Katwyk, je obmorska občina in mesto v provinci Južna Holandija v srednjem zahodnem delu Nizozemske.
Reka Stari Ren ("Oude Rijn") teče skozi mesto in se izliva v Severno morje.
Katwijk je ob Severnem morju, severozahodno od Leidna in 16 km severno od Haaga. Meji na občine Noordwijk, Teylingen, Oegstgeest, Leiden in Wassenaar.
Avgusta 2020 je imel Katwijk 65.929 prebivalcev in se razteza na območju s površino 31,13 km².
Katwijk je daleč največje mesto v Duin-en Bollenstreek (»regija sipin in čebulic«).

## Okrožja
Mesto je sestavljeno iz petih okrožij, vključno z istoimenskima okrožjema Katwijk aan den Rijn in Katwijk aan Zee. 1. januarja 2005 so imela različna okrožja naslednje prebivalce:
- Katwijk aan den Rijn (5916)
- Katwijk aan Zee (22.405)
- Katwijk-Noord (13.845)
- Rijnsburg (15.450)
- Valkenburg (3904)

Katwijk aan Zee, ki leži ob obali, je (in je vedno bil) večje mesto. Katwijk aan den Rijn leži le malo v notranjost. Rijnsburg je vzhodno od Katwijk aan den Rijn, medtem ko je Valkenburg južno. Katwijk-Noord je severnoe od Katwijk aan Zee.
Vsa ta okrožja ležijo ob reki Stari Ren (Oude Rijn).
Ime "Katwijk" verjetno izvira iz imena germanskega plemena Hatov (Hati). Nizozemska beseda wijk pomeni »območje«, tako da je ime verjetno pomenilo nekaj podobnega kot »območje Hatov«.

## Zgodovina
V času Rimljanov je bil Katwijk kraj strateškega pomena. Ležal je na severni meji Rimskega cesarstva, ob morju in ob izlivu reke Ren, ki je bila v rimskih časih na tem območju večja kot danes. Po Renu je bil precejšen promet. Katwijk je bil tudi izhodišče za potovanje v Britanijo.
Mesto je bilo zgrajeno v času vladavine cesarja Klavdija (vladal 41–54) in se je imenovalo Lugdunum Batavorum. Ime mesta je bilo kasneje povezano z imenom mesta Leiden, vendar se zdaj misli, da je to napačno. Okoli leta 250 so morali Rimljani zapustiti nizozemske regije zaradi nenehnih napadov Germanov (predvsem Frankov). Verjetno zaradi poplav je trajno bivanje na tem območju za nekaj časa prenehalo.
V merovinškem času (med letoma 600–800) je bilo nekaj prebivalcev na območju Cleijn Duin (Mala sipina, majhna vzpetina) in Zuidduinen (Južne sipine)). Leta 690 je v Katwijku pristal menih Vilibrord (658-739), ki je iz Irske prišel z namenom pokristjanjevanja Frizijcev. Verjetno v Katwijku ni srečal veliko prebivalcev. Leta 860 je bilo blizu Katwijka močno neurje, zaradi katerega je ustje Rena postalo blokirano s sipinami. Od približno leta 950 se Ren na tem mestu ni več izlival v morje, zaradi nastajanja novih sipin. To je za dolgo časa povzročilo poplave v preostalem delu Južne Nizozemske.
Leta 1231 se Catwijck prvič omenja v zapisih in sicer vas Katwijk aan den Rijn, ko je tam prebival in delil pravico grof Floris IV. Holandski. Katwijk aan Zee je bil sprva sestavljen le iz niza koč, vendar je po letu 1300 pridobil pomen zaradi povečanega ribolova. Leta 1388 so ribjo tržnico iz Katwijk aan den Rijn preselili na plažo.
Zgodovina sodobne občine Katwijk je v bistvu zgodovina njenih sestavnih delov, ki za vsako vas sega vse do rimskih časov. Vendar so bili Katwijk aan Zee, Katwijk aan den Rijn in Valkenburg del iste gospoščine, imenovane »Beide de Katwijken en 't Zand« (ali nekaj podobnega). Upravno so bili povezani že stoletja kljub različnim značajem. Katwijk aan Zee je bilo ribiško mesto, Katwijk aan den Rijn pa kmetijsko. Župnijska cerkev, ki je sprva stala v Valkenburgu, je bila v določenem trenutku prestavljena v Katwijk aan den Rijn kot vaška cerkev (Dorpskerk). Leta 1461 je Katwijk aan Zee postal samostojna župnija in dobil lastno cerkev (Oude Kerk (Stara cerkev), prvotno imenovano Sint Andreaskerk (cerkev svetega Andreja)). Istega leta je nastalo Gasthuis (Gostišče) v Katwijk aan Zee, prva ustanova za oskrbo starejših v sedanji provinci Južna Holandija.
Posestvo obeh Katwijkov je bilo stoletja v lasti družine baronov Wassenaer, ki je imela tudi baronijo Leiden. Sredi 16. stoletja je ta družina po moški liniji izumrla, nakar je posest s poroko prešla na špansko usmerjeno družino De Ligne (ki izvira iz belgijskega Hainaulta). Zaradi španske naravnanosti princa De Ligneja je bila posest obeh Katwijkov nekaj časa pod nadzorom stadholderja princa Friderika Henrika Oranskega. 30. marca 1644 je posestvu podelil kreditno banko, ki je bila ustanovljena na Kerkstraat (Cerkvena ulica). Leta 1654, po miru v Münstru (1648), je bila posest prodana Viljemu iz Liere, gospodu Oosterwijka (pri Leerdamu). 
V času Nizozemske republike (1648-1795) je Katwijk še vedno pripadal gospodom Katwijk. Ti so vlado pravzaprav prepustili šoutu (šerifu). Znan šout je bil Carolus Boers (1679-1748). Druga znana osebnost tega časa je bil vikar in zgodovinopisec župnik Adrianus Pars (1641-1719). Napisal je kroniko o zgodovini Katwijka. Leta 1837 so bile fevdalne pravice odpravljene, začel se je postopen razvoj ribištva. Pomembna je bila ustanovitev Katwijksche Maatschappij tot uitoefening of the Kust- and Steurvisscherij (Katwijkska Družba za izvajanje obalnega ribolova in lova na jesetra). Leta 1879 je bila v Katwijku ustanovljena gospodarska zbornica. Za gospodarstvo Katwijka je bilo zelo pomembno ribištvo. Velik del rib, ki so jih ulovili ljudje iz Katwijka, je bil namenjen za izvoz. Sveže ribe so izvažali v Belgijo, Nemčijo in Francijo. Poleg ribištva sta bila za gospodarstvo Katwijka pomembna tudi poljedelstvo in vrtnarstvo. Pridelovali so predvsem krompir in cvetačo, pa tudi tulipane in krokuse.
Med drugo svetovno vojno je bil Katwijk aan Zee močno poškodovan. 1. maja 1942 dostop do plaže ni bil več dovoljen in potekala je obsežna evakuacija. Od oktobra 1943 so bile hiše porušene v okviru gradnje Atlantskega zidu. Po drugi svetovni vojni je bil Katwijk hitro obnovljen. Tisti, ki so bili razlaščeni zaradi gradnje Atlantskega zidu, so dobili na podlagi Wet Materiële Oorlogsschaden (Zakon o materialni vojni škodi) kot odškodnino kos zemlje z obveznostjo obnove.
1. januarja 2006 sta se v občino, ki se danes imenuje Katwijk, združila tudi Rijnsburg in Valkenburg.

## Razno
- Katwijk je bil pristajalna točka mednarodnega telekomunikacijskega kabla TAT-14.
- Severno od okrožja Katwijk-Noord je v občini Noordwijk evropski vesoljski raziskovalni center ESTEC (le nekaj kilometrov od vasi Noordwijk).

## Galerija slik
- Pogled s svetilnika
- Južni bulvar
- Prins Hendrikkade
- Boulevard blizu centra mesta.
- Koninginneweg
- Spomenik v spomin na delno rušenje in evakuacijo Katwijka med drugo svetovno vojno.
- Parni tramvaj na tramvajski postaji Valkenburgse Meer z muzejem ozkotirne proge v ozadju
- Stari Ren s trgom Turfmarkt v ozadju